# جائزة صخير الكبرى 2020
جائزة صخير الكبرى 2020 هو سباق فورمولا 1 أقيم بتاريخ 6 ديسمبر 2020 في حلبة البحرين الدولية في البحرين، وكان السباق 16 من أصل 17 في بطولة العالم لسباقات فورمولا 1 موسم 2020، وكان أول المنطلقين فالتيري بوتاس.
فاز بالمركز الأول سيرجيو بيريز، وكان صاحب أسرع لفة جورج راسل بزمن قدرة 55.404 ثانية.